# Aniekpeno Udo
Aniekpeno Udo (Anua, Nigeria, 11 de noviembre de 1996) es un futbolista nigeriano. Juega de delantero y su equipo actual es el Viking FK de la Tippeligaen.

## Clubes
| Club                 | País    | Año           | PJ | Goles |
| -------------------- | ------- | ------------- | -- | ----- |
| Viking FK            | Noruega | 2016          | 3  | 0     |
| Levanger FK (Cedido) | Noruega | 2017          | 11 | 1     |
| Viking FK            | Noruega | 2017-presente |    |       |